# William Stokes
William Stokes (Dublino, 1º ottobre 1804 – Dublino, 10 gennaio 1878) è stato un medico irlandese.
Docente all'università di Dublino, da lui prende nome il respiro di Cheyne-Stokes; Stokes la studiò infatti nel 1854, ma il vero scopritore fu John Cheyne (1818).
Da lui e da Robert Adamas prende invece nome la sindrome di Adams-Stokes.